# Table des caractères Unicode/U3130
Cette page contient des caractères spéciaux ou non latins. S’ils s’affichent mal (▯, ?, etc.), consultez la page d’aide Unicode.
Table des caractères Unicode U+3130 à U+318F.

## Hangûl — jamos de compatibilité(Unicode 1.1)
Jamos de compatibilité de l’écriture alphabétique hangûl, utilisées pour l’écriture du coréen.
Contrairement à l'hangûl standard, les consonnes initiales (tch’ôsong) et finales (djôngsong) ne sont pas distinguées pour délimiter les syllabes et ces lettres ne se composent pas en en carrés syllabiques, mais s'alignent horizontalement. Le lecteur doit connaitre la langue pour reconnaître les limites syllabiques et ces jamos ne sont donc pas automatiquement convertibles en jamos standards sans utiliser un dictionnaire. En revanche, il est toujours possible de convertir automatiquement les jamos (et syllabes précomposées également codées dans Unicode pour les syllabes coréennes les plus courantes) standards vers ces jamos de compatibilité, en unifiant les deux types de consonnes.
Ces jamos existent pour des raisons techniques et historiques : ils sont compatibles avec la présentation sur des terminaux simples ayant une plus faible résolution graphique ou à faible capacité de mémoire ou ne prenant pas en charge un jeu de glyphes étendu (ils ont par exemple été utilisés sur les anciennes machines à écrire coréennes et dans d'anciennes publications imprimées) ou pour une présentation plus compacte avec des glyphes plus étroits (en demi chasse par rapport à la présentation hangûl standard, qui s'aligne avec la métrique des carrés utilisés pour les sinogrammes hanja).

### Table des caractères
| en fr  | 0  | 1  | 2  | 3  | 4  | 5  | 6  | 7  | 8  | 9  | A  | B  | C  | D  | E  | F  |
| ------ | -- | -- | -- | -- | -- | -- | -- | -- | -- | -- | -- | -- | -- | -- | -- | -- |
| U+3130 |    | ㄱ | ㄲ | ㄳ | ㄴ | ㄵ | ㄶ | ㄷ | ㄸ | ㄹ | ㄺ | ㄻ | ㄼ | ㄽ | ㄾ | ㄿ |
| U+3140 | ㅀ | ㅁ | ㅂ | ㅃ | ㅄ | ㅅ | ㅆ | ㅇ | ㅈ | ㅉ | ㅊ | ㅋ | ㅌ | ㅍ | ㅎ | ㅏ |
| U+3150 | ㅐ | ㅑ | ㅒ | ㅓ | ㅔ | ㅕ | ㅖ | ㅗ | ㅘ | ㅙ | ㅚ | ㅛ | ㅜ | ㅝ | ㅞ | ㅟ |
| U+3160 | ㅠ | ㅡ | ㅢ | ㅣ | HF | ㅥ | ㅦ | ㅧ | ㅨ | ㅩ | ㅪ | ㅫ | ㅬ | ㅭ | ㅮ | ㅯ |
| U+3170 | ㅰ | ㅱ | ㅲ | ㅳ | ㅴ | ㅵ | ㅶ | ㅷ | ㅸ | ㅹ | ㅺ | ㅻ | ㅼ | ㅽ | ㅾ | ㅿ |
| U+3180 | ㆀ | ㆁ | ㆂ | ㆃ | ㆄ | ㆅ | ㆆ | ㆇ | ㆈ | ㆉ | ㆊ | ㆋ | ㆌ | ㆍ | ㆎ |    |

### Historique

#### Version initiale Unicode 1.1
| v · d · m | 0  | 1  | 2  | 3  | 4  | 5  | 6  | 7  | 8  | 9  | A  | B  | C  | D  | E  | F  |
| --------- | -- | -- | -- | -- | -- | -- | -- | -- | -- | -- | -- | -- | -- | -- | -- | -- |
| U+3130    |    | ㄱ | ㄲ | ㄳ | ㄴ | ㄵ | ㄶ | ㄷ | ㄸ | ㄹ | ㄺ | ㄻ | ㄼ | ㄽ | ㄾ | ㄿ |
| U+3140    | ㅀ | ㅁ | ㅂ | ㅃ | ㅄ | ㅅ | ㅆ | ㅇ | ㅈ | ㅉ | ㅊ | ㅋ | ㅌ | ㅍ | ㅎ | ㅏ |
| U+3150    | ㅐ | ㅑ | ㅒ | ㅓ | ㅔ | ㅕ | ㅖ | ㅗ | ㅘ | ㅙ | ㅚ | ㅛ | ㅜ | ㅝ | ㅞ | ㅟ |
| U+3160    | ㅠ | ㅡ | ㅢ | ㅣ | HF | ㅥ | ㅦ | ㅧ | ㅨ | ㅩ | ㅪ | ㅫ | ㅬ | ㅭ | ㅮ | ㅯ |
| U+3170    | ㅰ | ㅱ | ㅲ | ㅳ | ㅴ | ㅵ | ㅶ | ㅷ | ㅸ | ㅹ | ㅺ | ㅻ | ㅼ | ㅽ | ㅾ | ㅿ |
| U+3180    | ㆀ | ㆁ | ㆂ | ㆃ | ㆄ | ㆅ | ㆆ | ㆇ | ㆈ | ㆉ | ㆊ | ㆋ | ㆌ | ㆍ | ㆎ |    |